# Upside-Down Magic
Upside-Down Magic (prt: Magia ao Contrário; bra: Upside Down Magic - Escola de Magia) é um filme original do Disney Channel é baseado na serie de livros de mesmo nome de  Sarah Mlynowski, Lauren Myracle e Emily Jenkins
O filme é protagonizado por Izabela Rose, Siena Agudong, Vicki Lewis, Kyle Howard, Elie Samouhi, Alison Fernandez e Max Torina.

## Sinopse
Nory Boxwood Horace, uma rapariga de 13 anos, descobre que tem uma ligação especial com os animais, conseguindo interligar-se com eles, e que Reina Carvajal, a sua melhor amiga, consegue controlar o fogo. Juntas, entram na Academia Sábia de Estudos Mágicos. A habilidade mágica e poderosa de Reina coloca-a na turma de topo da escola, mas a magia instável e a tendência de Nory em se transformar num 'Dragato' (metade gato, metade dragão), leva-a a ficar colocada numa área separada da escola, a MAC, para aqueles que têm "Magia ao Contrário". Enquanto a diretora da escola, Knightslinger, acredita que os poderes fora do comum dos alunos da MAC os deixam vulneráveis à perigosa e malvada 'magia das sombras', Nory e os seus colegas de turma estão decididos a provar que a sua Magia ao Contrário deve ser tão reconhecida como a dos outros e que pode até salvar o mundo!

## Elenco
| Ator/Atriz              | Personagem             | Ref.  |
| ----------------------- | ---------------------- | ----- |
| Izabela Rose            | Nory Boxwood Horace    | [ 5 ] |
| Siena Agudong           | Reina Carvajal         | [ 5 ] |
| Vicki Lewis             | Diretora Knightslinger | [ 5 ] |
| Kyle Howard             | Budd Skriff            | [ 5 ] |
| Elie Samouhi            | Elliot Cohen           | [ 5 ] |
| Alison Fernandez        | Pepper Phan            | [ 5 ] |
| Max Torina              | Andres Padillo         | [ 5 ] |
| Cynthia Kaye McWilliams | Professora Argon       | [ 5 ] |
| Elaine Kao              | Professora Han         | [ 5 ] |
| Yasmeen Fletcher        | Chandra                | [ 5 ] |
| Amitai Marmorstein      | Professor Lewis        | [ 5 ] |
| Callum Seagraim Arlie   | Phillip                | [ 5 ] |
| Jaime M. Callica        | Augustus               | [ 5 ] |
| Ricardo Ortiz           | Leo                    | [ 5 ] |
| Valencia Budijanto      | Kayla                  | [ 5 ] |
| Jason Asuncion          | Sr. Carvajal           | [ 5 ] |